# 沙爾潘齊
50°32′41″N 24°31′11″E / 50.54472°N 24.51972°E
沙爾潘齊（烏克蘭語：Шарпанці），是烏克蘭西部的村莊，隸屬利維夫州的舍普季茨基區。該村面積1.32平方公里，海拔高度216米，2001年人口408，人口密度每平方公里309.09人。